# Gaius Julius Iullus (consul in 447 v.Chr.)
Gaius Julius Iullus was een Romeins politicus, die driemaal consul van de Romeinse Republiek was.
Julius Iullus was lid van de patricische gens Julia. In 447 v.Chr. werd hij samen met Marcus Geganius Macerinus tot consul verkozen.
In 435 v.Chr. werd hij voor de tweede keer tot consul verkozen, samen met Lucius Verginius Tricostus. Vanwege de oorlog met Fidenae benoemden ze Quintus Servilius Priscus Fidenas tot dictator. Nadat deze de Etrusken had verslagen trokken ze zich terug in hun stad. De Romeinen omsingelden de stad en wisten deze uiteindelijk te veroveren door cuniculi (tunnels) onder de muren te graven.
Het volgende jaar werd hij opnieuw tot consul verkozen en net als het jaar daarvoor was Lucius Verginius Tricostus zijn medeconsul.